# ارزان فود
ارزان فود، روستایی از توابع بخش مرکزی شهرستان همدان در استان همدان ایران است. مردم این روستا به زبان های ترکی، لری و لکی سخن میگویند.

## جمعیت
این روستا در دهستان الوندکوه شرقی قرار دارد و براساس سرشماری مرکز آمار ایران در سال ۱۳۹۵، جمعیت آن ۲۴۰۲ نفر (۷۵۰خانوار) بوده‌است.